# (10307) 1990 QX1
A (10307) 1990 QX1 a Naprendszer kisbolygóövében található aszteroida. Henry Holt fedezte fel 1990. augusztus 22-én.

## Kapcsolódó szócikk
- Kisbolygók listája (10001–10500)